# 東京区政会館
東京区政会館（とうきょうくせいかいかん）は、東京都千代田区飯田橋三丁目に所在する超高層ビル。公益財団法人特別区協議会の事務所であるが、特別区相互の連絡調整を図るための場としての役割も担う。また、東京都立大学飯田橋キャンパスが入居する。
同地は國學院大學と日本大学の前身にあたる皇典講究所のかつての所在地であり、東京区政会館前には日本大学と國學院大學が共同で設置した「発祥記念碑」がある。

## 入居団体
（出典）
- 特別区自治情報・交流センター（専門図書館）[7][8] - 4階
- 特別区人事・厚生事務組合 - 16-18階
- 東京二十三区清掃一部事務組合 - 12-15階
- 特別区競馬組合 - 20階
- 特別区長会事務局 - 19階
- 特別区議会議長会事務局 - 20階
- 東京都立大学 飯田橋キャンパス - 3階
- 公益財団法人東京都区市町村振興協会 - 17階
- 東京都後期高齢者医療広域連合 - 15-17階
- 東京都国民健康保険団体連合会 - 5-11階
- 東京都特別区選挙管理委員会連合会 - 15階
- 一般社団法人首都道路協議会 - 15階
- 有限会社共済企画センター - 15階